# Assef Shawkat

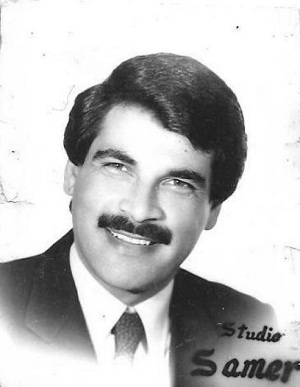
Assef Shawkat

O General Assef Shawkat (em árabe: آصف شوكت‎ 1950 – 18 de julho de 2012) foi o vice-ministro da Defesa da Síria desde setembro de 2011 a 2012. Ele era casado com a irmã do presidente Bashar al-Assad, Bushra al-Assad. Atuou anteriormente como subchefe de oficiais do exército a partir de julho de 2009 a setembro de 2011. Em seguida contornou a posição de Chefe do Estado Maior para se tornar vice-ministro da Defesa. Shawkat foi considerado um dos chefes de segurança máxima do presidente, no entanto, foi substituído em 2010 como chefe da Inteligência Militar e tornou-se subchefe das forças armadas da Síria. Embora também foi promovido, figuras da oposição afirmam que foi visto como tendo tido culpa no assassinato em 2008 pelo Hezbollah de Imad Mughniyeh, o comandante militar em uma área de Damasco, que ficou sob a sua responsabilidade. Ele é um membro do círculo interno do presidente Bashar al-Assad. Desde a nomeação do general Dawoud Rajiha para chefiar o Ministério da Defesa, Shawkat foi uma figura importante no Ministério da Defesa, embora o exército seja controlado de facto por Maher al-Assad, irmão do presidente. Durante a revolta popular para derrubar o governo de Bashar al-Assad, Shawkat assumiu o comando de algumas unidades de elite das tropas do regime. Ele foi morto em um atentado a bomba na capital Damasco em 18 de julho de 2012.